# Metoponitys caudata
Metoponitys caudata är en insektsart som beskrevs av Gustaf Emanuel Haglund 1899. Metoponitys caudata ingår i släktet Metoponitys och familjen Eurybrachidae. Inga underarter finns listade i Catalogue of Life.